# Propylgruppe

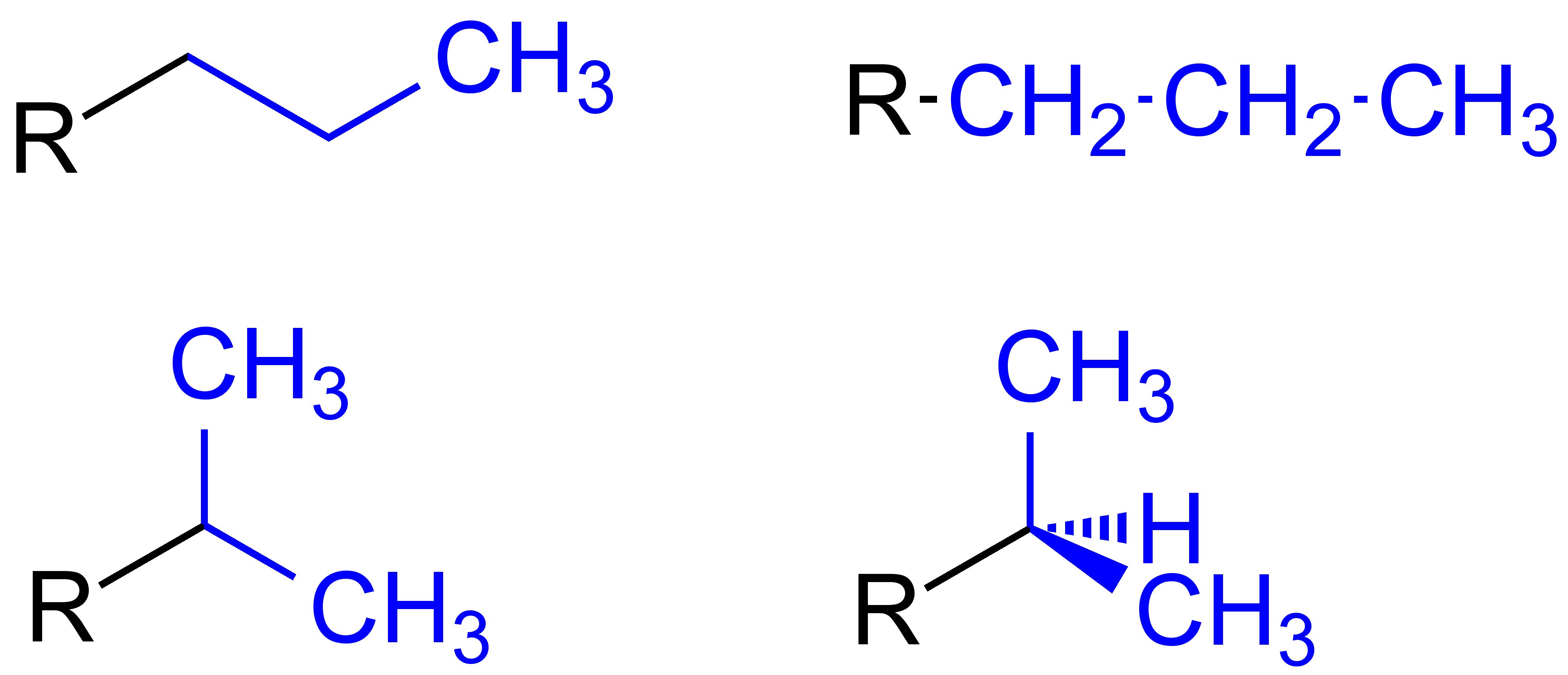
Je zwei verschiedene Darstellungen von Propylgruppen, n-Propyl-Rest (oben) und Isopropyl-Rest (i-Propyl-Rest, unten) mit der Summenformel C_{3}H_{7}. R ist ein beliebiger Rest, z. B. ein Aryl-Rest oder ein Heteroatom wie Fluor, Chlor, Brom, Iod, ein Hydroxid-Rest, ein Amino-Rest oder eine Carbonyl-Funktion etc. Die verschiedenartigen Propylgruppen sind blau markiert.

Die Propylgruppe ist eine Atomanordnung der organischen Chemie mit der Summenformel C3H7. Sie lässt sich gedanklich durch Abstraktion eines Wasserstoffatoms aus Propan ableiten und tritt in zwei isomeren Formen auf. Abstrahiert man das Wasserstoffatom von einem der beiden endständigen, primären Kohlenstoffatome des Propans, erhält man die n-Propylgruppe, hingegen ergibt die Abstraktion vom mittleren, sekundären Kohlenstoffatom eine Isopropylgruppe (i-Propylgruppe). Die Propylgruppe liegt in der homologen Reihe der Alkylreste zwischen der Ethylgruppe (C2H5) und der Butylgruppe (C4H9).
Eine wichtige Verbindung, die eine Isopropylgruppe enthält, ist Isopropylbenzol (Cumol), das Ausgangsprodukt für die  industrielle Herstellung von Phenol.